# Out on the Tiles
"Out on the Tiles" é uma canção da banda britânica de rock Led Zeppelin. Lançada em seu terceiro álbum de estúdio Led Zeppelin III, em 05 de outubro de 1970.
O guitarrista Jimmy Page transformou o riff da música em uma letra de Bonham foram que substituídas por algo um pouco mais manso para o público em geral. Bonham e Page foram creditados com a escrita da música, junto com o vocalista Robert Plant.

## Créditos
- Robert Plant - vocal
- Jimmy Page - guitarra
- John Paul Jones - baixo elétrico
- John Bonham - bateria